# Torre musulmana de Silla
La Torre musulmana de Silla és una edificació defensiva musulmana situada a Silla (València). És un bé d'interès cultural amb número de registre ministerial RI-51-0004662 del 18 de juny de 1982.

## Emplaçament
És al pati de l'edifici de l'ajuntament, a la Plaça del Poble, 1, a Silla.

## Descripció
Té forma de paral·lelepípede, amb uns 13 metres de base i 13,75 metres d'altura. La part baixa de la torre és atalussada, però és difícil d'apreciar per les edificacions que l'envolten, ja que es troba al pati de la casa consistorial.
Presenta planta baixa, dos pisos i terrassa. L'accés es realitza a través d'una porta situada a quatre metres del nivell del sòl que dona pas a la primera planta. Aquesta forma d'accés permetia aïllar de l'exterior en cas de necessitat. Després de l'accés un passadís que condueix a la sala quadrada dividida en tres naus o galeries cobertes amb voltes. Les dues laterals són més amples que la central. Estan comunicades mitjançant arcs apuntats de maó. Des d'està primera planta es puja a través d'una escala de fusta a la segona planta, que té una distribució similar però els murs són d'un menor gruix, de manera que les naus o galeries són més amples. A la planta baixa hi ha un pou. La terrassa no és practicable actualment. Està edificada amb tàpia de morter i calç.

## Història

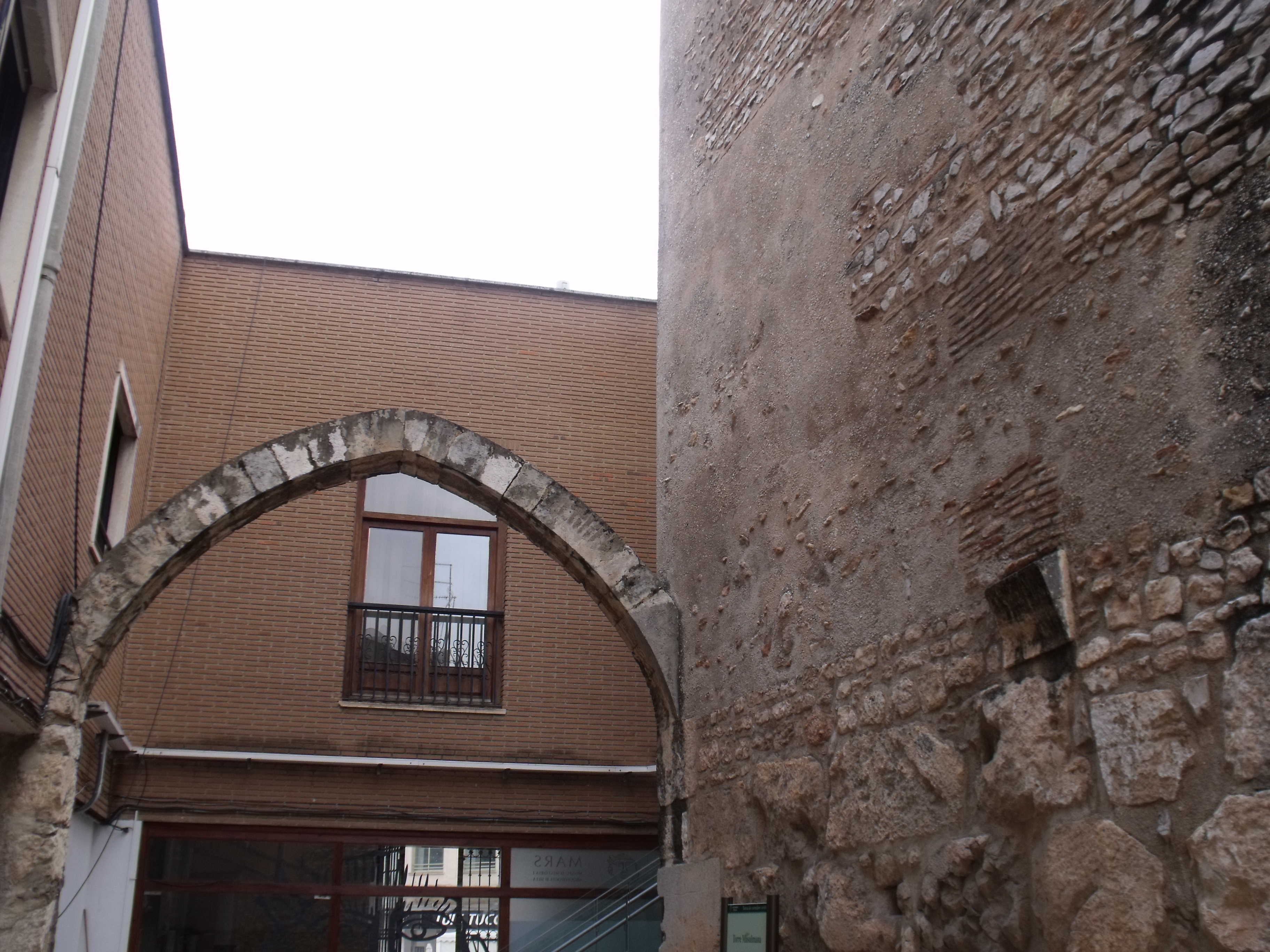
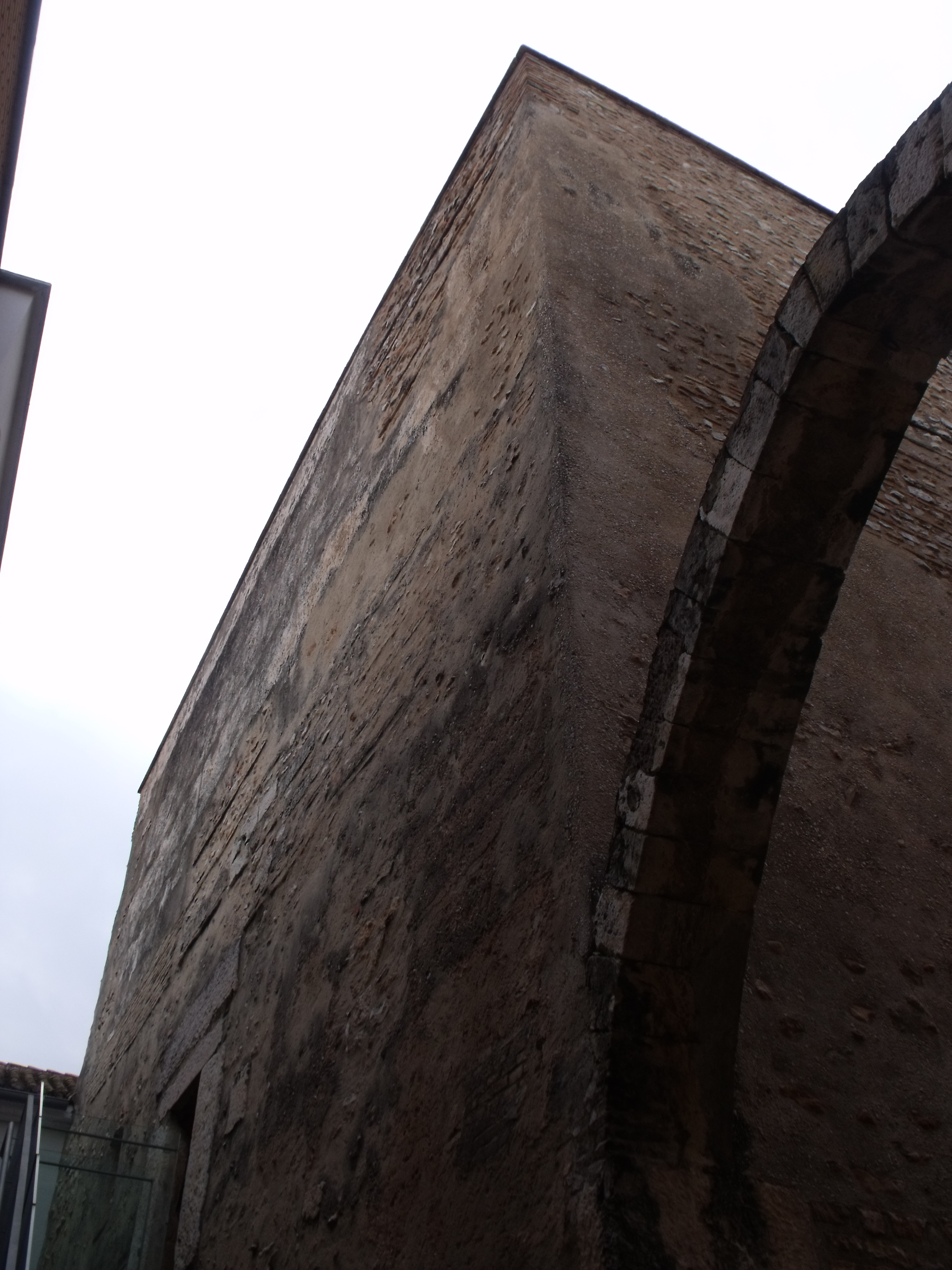
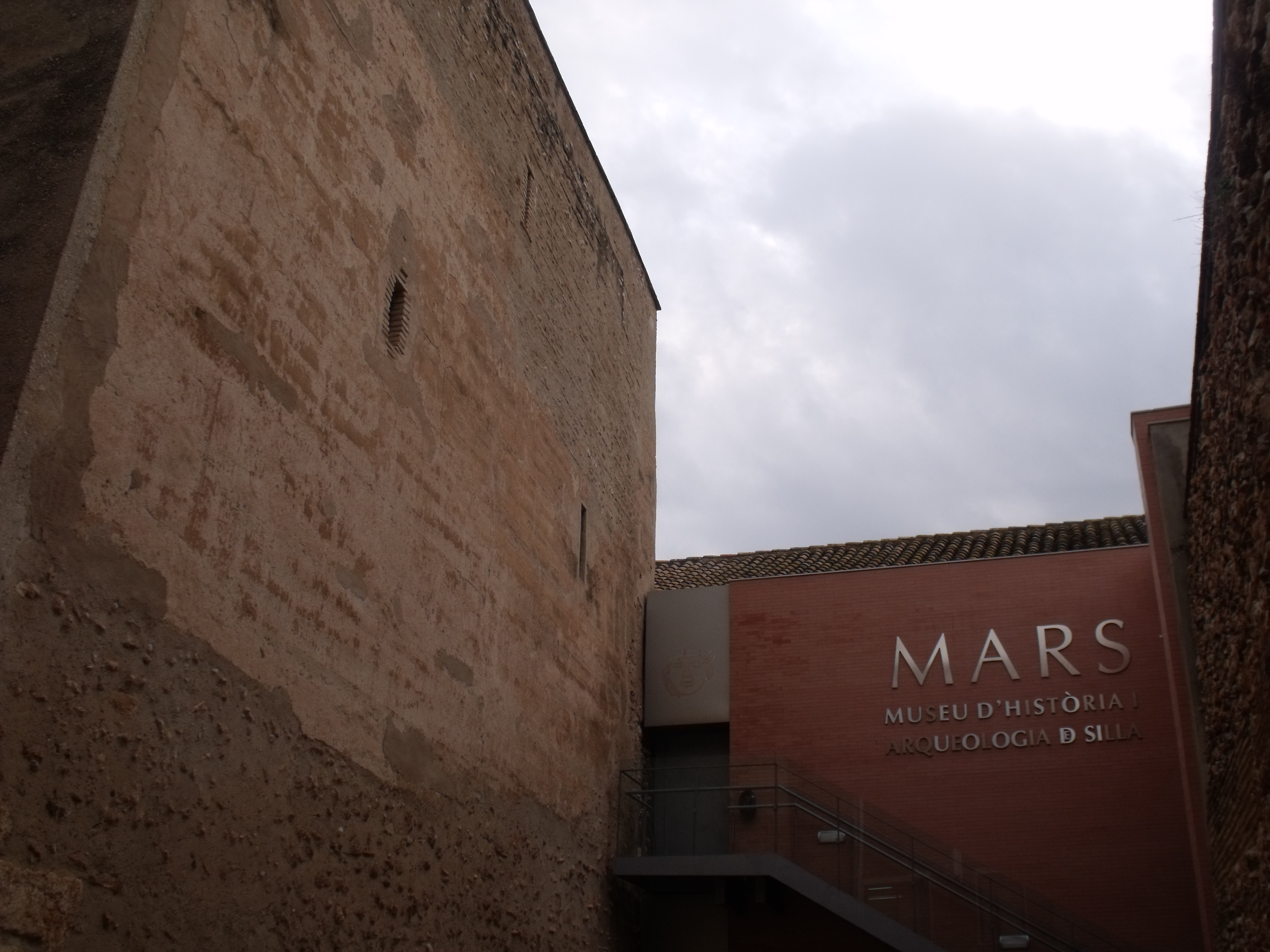
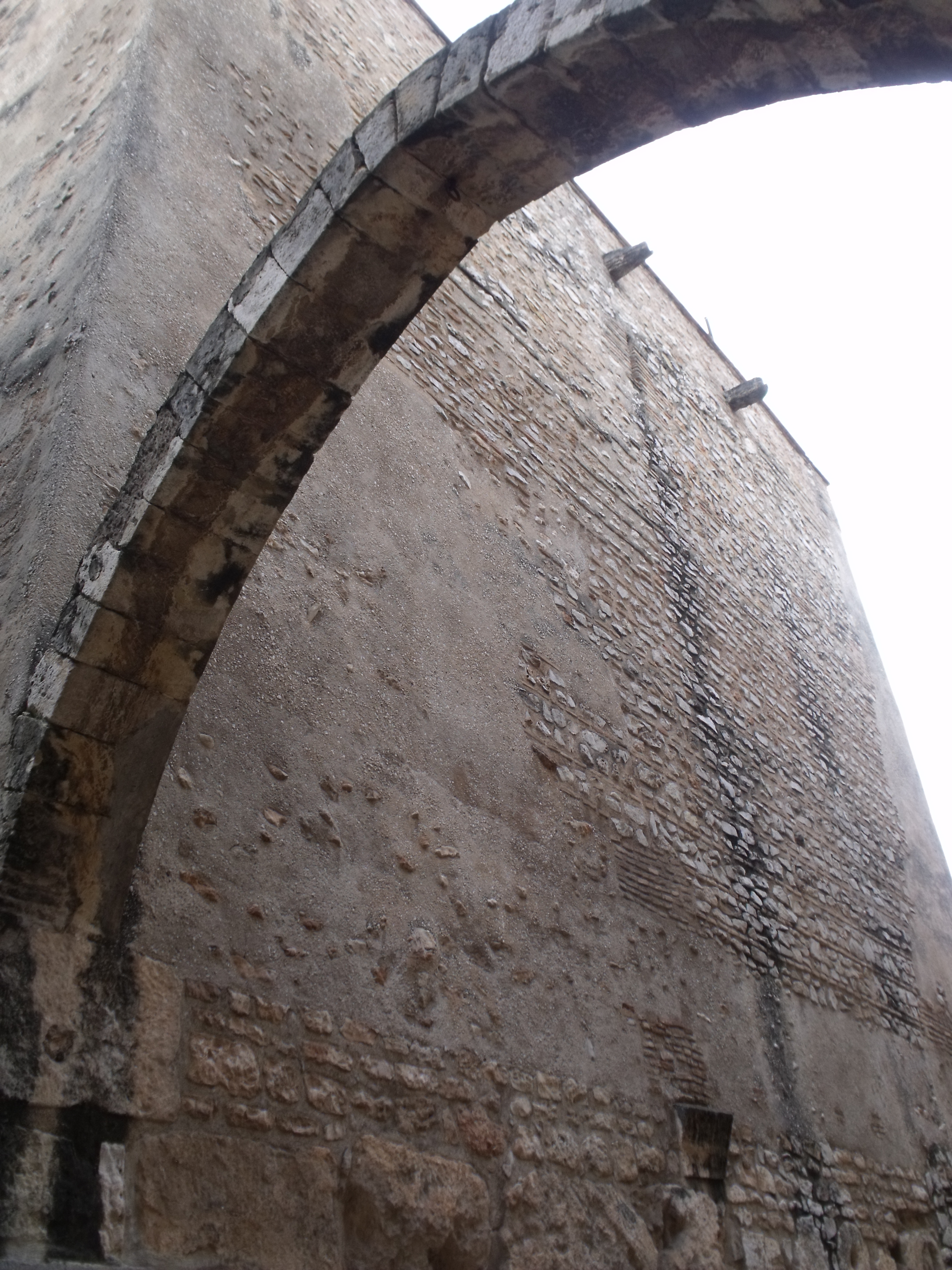
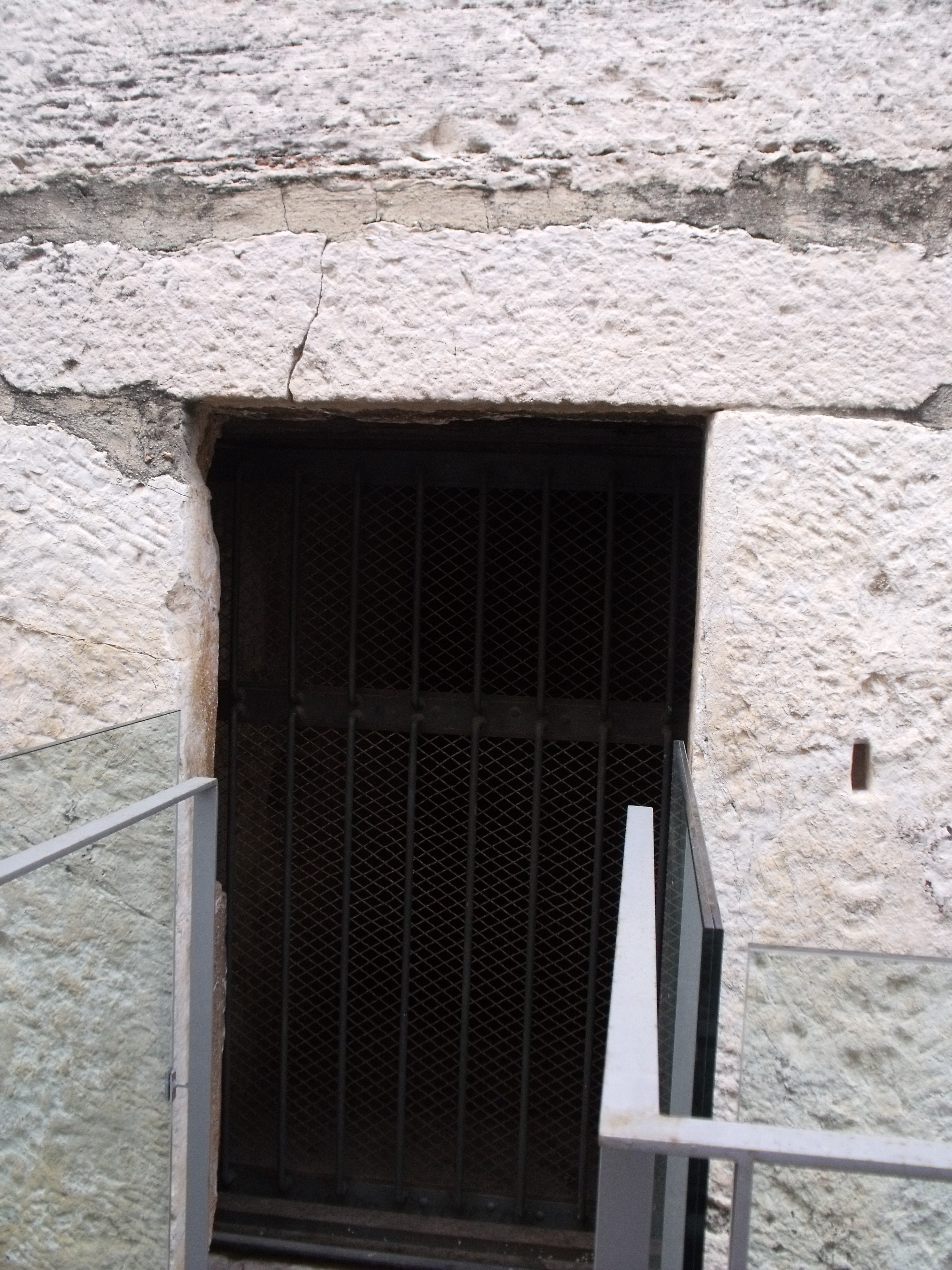
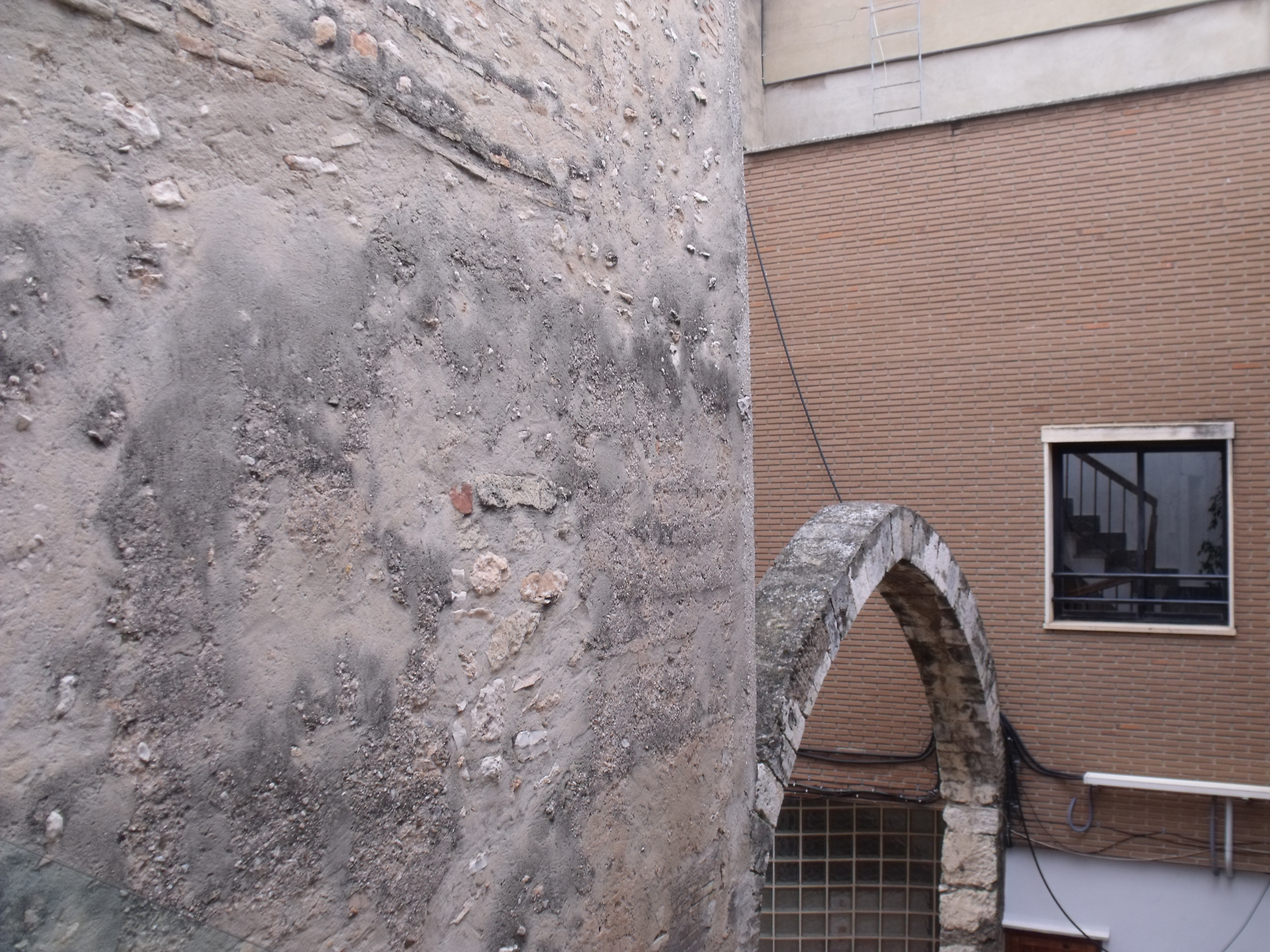

La torre va ser construïda a  època musulmana, probablement al segle xii. Va sofrir diverses reformes durant la Reconquestai en segles posteriors.
La missió original de la torre era la defensa de València, amb un conjunt de torres similars. També servia de refugi als habitants de l'alqueria veïna en cas d'atacs. També era el lloc de dipòsit d'objectes de valor. És descrita al Llibre dels feits. En èpoques posteriors va ser presó i graner comunal. En l'actualitat alberga la col·lecció arqueològica i sala d'exposicions municipal.